# Oi, moros, moros

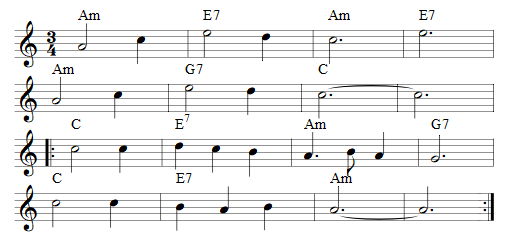
Melodie mit Harmonien

Oi, moros, moros (russisch Ой, моро́з, моро́з, [dt.: Oh Frost, Frost]) ist ein ukrainisch-russisches Volkslied, das wohl ursprünglich aus dem 19. Jahrhundert stammt und in einer Fassung von Marija Morosowa-Uwarowa aus dem Jahr 1956 in der Sowjetunion und ihren Nachfolgestaaten weite Verbreitung fand.

## Herkunft
Der russische Schriftsteller, Historiker und Volkskundler Dmitri Bulgakowski (russisch Дмитрий Булгаковский, 1843–1918) schrieb in seiner ethnographischen Sammlung, dass der Liedtext zunächst auf Ukrainisch aufgetaucht sei und erst mehr als 50 Jahre später russische Versionen des Liedes nachzuweisen seien.
Es wird berichtet, dass das Lied während des Großen Vaterländischen Krieges gesungen wurde.
1956 wurde das Lied auf einer Schallplatte des Woronesch-Russischen Chors veröffentlicht. Die Melodie wurde nach Angaben der damaligen Solistin des Chors Marija Morosowa-Uwarowa (1924–2017) von ihr im Dezember 1954 für ein Duett mit ihrem Ehemann Alexander geschrieben. Während der Aufnahme im Aprelevsky-Record-Plant-Tonstudio wurde die Urheberschaft für die Melodie nicht erfasst und auch in der Folge meldete Uvarova diese zunächst nicht bei der entsprechenden Behörde an. Ab 2008 versuchte sie, ihre Autorschaft feststellen zu lassen. Aufgrund des Mangels an Beweisen und überlebenden Zeugen wurde in einem juristischen Verfahren jedoch kein Urheberrecht anerkannt und festgestellt, dass die Definition des Liedes als Volkslied rechtlich angemessen sei.

## Inhalt
Oi, moros, moros ist das Lied eines Soldaten, der dem unbarmherzigen Frost ausgesetzt ist. Er klagt über seine schmerzenden Hände und macht sich Sorgen, ob er und sein Pferd diese Situation überstehen werden. (Zwei Strophen) Er hat die Vision, vielleicht die Erinnerung an die Begegnung mit einer Frau in einem reichen Obstgarten, wie sie gemeinsam sorgenfrei Äpfel essen und das Leben genießen.(Vier Strophen) Die letzte Zeile holt ihn in die Realität zurück: es ist nur ein Soldatenlied.

## Struktur
Oi, moros, moros wird im 3/4-Takt gesungen, es besteht aus sechs Strophen, eine Strophe besteht aus 16 Takten, wobei die Takte 9 bis 16 meist wiederholt werden. Die Melodie beginnt in Moll und führt über die parallele Durtonleiter zur Mitte der Strophe rasch wieder in die Ausgangstonart zurück.

## Rezeption
Nach der Veröffentlichung 1956 gewann Oi, moros, moros eine große Popularität. Im Kinofilm Meister der Taiga, einem Kriminalfilm unter der Regie von Vladimir Nazarov aus dem Jahr 1968, wurde das Lied vom Helden Waleri Solotuchin gesungen.
Die russische Rock-Gruppe Piknik nahm das Lied 2011 für ihr Album Tri sud'by (2011) (russisch Три судьбы; [dt.: Drei Schicksale]) im „keltischen Stil“ auf.

## Weblink
- Video von Народные Песни: Ой,мороз,мороз Народная песня Russian folk song Oh, frost, frost, eingestellt am 11. Februar 2017